# Cruz de Sheffield

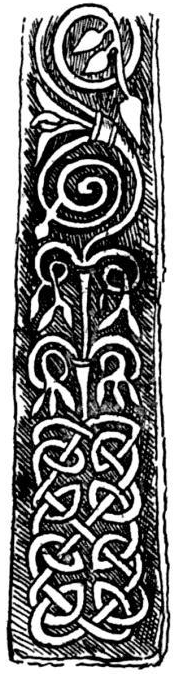
Grabado que muestra el detalle de una cara de la Cruz de Sheffield

La cruz de Sheffield es una cruz anglosajona que data de principios del siglo IX. Es el astil de una alta cruz de piedra que se encontró en un taller de cuchillería en el Park district de Sheffield, con el interior vaciado y usado como cubeta de enfriamiento. Supuestamente, fue un cirujano local, William Staniforth, quien encontró la cruz y, después de pasar por varias manos, se acabó donando al Museo Británico en 1924, donde ahora se conserva. El astil está tallado con un motivo de planta enredadera y una figura con un arco y una flecha entre los zarcillos; se encuentran figuras similares en la cruz de Ruthwell y una pieza de marfil en el Museo Victoria y Alberto, y su significado ha sido objeto de gran debate. Le falta el brazo superior de la cruz.
El estilo de la cruz es merciano y es el ejemplo de este tipo encontrado más al norte de Inglaterra que se conoce. Se parece a las cruces de Bakewell y Eyam y el historiador David Hey se basa en la similitud de las volutas de las enredaderas en las cruces de Eyam y Sheffield para plantear la hipótesis de que fueran obra del mismo artesano.
Cuando se descubrió, la teoría predominante era que la cruz se encontraba inicialmente en el lugar donde luego se construiría la iglesia parroquial de Sheffield (ahora la Catedral de Sheffield); existen registros de que se demolió una cruz en el exterior de la iglesia en 1570 durante la Reforma anglicana. Otra teoría sostiene que la cruz se encontraba originariamente en Derbyshire.
Varias cruces sobrevivieron a la Reforma anglicana en Sheffield, incluidas la Market Cross, la Irish Cross y la Townhead Cross, pero hoy en día se desconoce su paradero.